# Shree Saini
Shree Saini (nacida el 6 de enero de 1996) es una reina de belleza estadounidense de ascendencia india. Representó a los Estados Unidos en Miss Mundo 2021, en donde se posicionó como primera finalista y ganó el premio Embajadora de la Belleza con Propósito.

## Primeros años
Shree Saini nació el 6 de enero de 1996 en Punyab, India, y ha vivido en los Estados Unidos desde los 5 años. Durante su niñez, Saini fue testigo de la pobreza y desde entonces aboga porque todos asuman la responsabilidad social de retribuir.
Durante los primeros 12 años de su vida, mientras crecía en Moses Lake, Washington, los latidos del corazón de Saini tenían un promedio de solo 20 latidos por minuto. Los médicos le dijeron que nunca podría volver a bailar, pero persistió y practicó horas extra durante años para poder bailar de nuevo.
Más adelante en su vida, Saini estuvo involucrada en un gran accidente automovilístico en Moses Lake que resultó en que sufriera importantes quemaduras faciales. Se le informó a Saini que su recuperación tomaría un año, pero regresó a sus clases después de solo dos semanas.

## Educación
Saini ha sido estudiante visitante sin título en los programas de extensión de Harvard, Yale y la Universidad de Stanford, y luego obtuvo su licenciatura en la Universidad de Washington. Es una bailarina de ballet entrenada y ha sido aceptada para entrenar en Joffrey Ballet.

## Carrera en concursos de belleza
Saini, que figuraba como residente de Seattle y Ellensburg, Washington, en 2020, es Miss Washington World 2020 y America's Beauty with a Purpose National Ambassador, que es una competencia preliminar para Miss Mundo Estados Unidos y Miss Mundo. En octubre de 2019, Saini colapsó en la preliminar de Miss Mundo Estados Unidos. En 2020, Saini también recibió el premio World Peace Messenger de Passion Vista. El 2 de octubre de 2021, Shree Saini fue designada como Miss Mundo Estados Unidos 2021 y coronada por Diana Hayden, Miss Mundo 1997. Saini representó a Estados Unidos en Miss Mundo 2021 en Puerto Rico.

### Miss Mundo 2021
Saini terminó como la primera finalista en la competencia, donde Karolina Bielawska de Polonia fue coronada como la ganadora. También ganó el premio Embajadora de la Belleza con Propósito.

### Miss Mundo Estados Unidos 2021
Saini se convirtió en la primera indio-estadounidense en ostentar el título de Miss Mundo Estados Unidos.

### Miss Mundo Estados Unidos 2020
- Embajadora nacional de Belleza con Propósito de Miss Mundo Estados Unidos
- Finalista de Belleza con Propósito
- Ganadora de Top Influencer National
- Ganadora del premio People's Choice
- Finalista del Premio al Talento